# رودي هابارد
رودي هابارد (بالإنجليزية: Rudy Hubbard)‏ هو لاعب كرة قدم أمريكية أمريكي، ولد في 1946 في هوبارد في الولايات المتحدة.